# Евенски език
Евенският език се говори от евените в Сибир. Застрашен е от изчезване. В граматическо отношение има силно развита склонитбена и глаголна система. Изпитал е влиянието на якутския и юкагирския език, а по времето на СССР и на руския език.

## Азбука
Използва се разширен вариант на кирилицата:
| А а | Б б | В в | Г г | Д д | Е е | Ё ё | Ж ж | З з |
| И и | Й й | К к | Л л | М м | Н н | Ӈ ӈ | О о | Ө ө |
| Ӫ ӫ | П п | Р р | С с | Т т | У у | Ф ф | Х х | Ц ц |
| Ч ч | Ш ш | Щ щ | Ъ ъ | Ы ы | Ь ь | Э э | Ю ю | Я я |